# Állas küsz
Az állas küsz (Alburnus mento) a sugarasúszójú halak (Actinopterygii) osztályának pontyalakúak (Cypriniformes) rendjébe, ezen belül a pontyfélék (Cyprinidae) családjába tartozó faj.
A küszökhöz viszonyítottan nagyobb termetű halfaj. Erősen veszélyeztetett, eltűnőben lévő fajok közé tartozik. Ausztriában, Szlovéniában és Ukrajnában is kiemelt védettséget élvez. Magyarországi védettsége jelképes, hiszen a magyar faunaterületről nagy valószínűséggel már kipusztult, utolsó bizonyított előfordulását a 19. század végén Szeged mellett a Tiszáról jelentették.

## Előfordulása
Az állas küsz tengerekben, brakkvizekben és édesvizekben is előfordul, de a tengeri állománya az édesvizekben ívik. Elterjedési területe a Duna völgyének folyói és tavai valamint a Fekete-tengerbe északról ömlő folyók, például a Déli-Bug, Dnyeszter, Dnyeper és az Azovi-tengerbe torkolló Don és Kubány. Korábban nagy állományai éltek a Felső-Bajorországi tavakban, például a Starnbergi-tóban, Ammer-tóban és Dhiemseében. Első leírását 1832-ben Louis Agassiz „Aspius mento” néven tette közzé. Sokáig vitatott volt a besorolása és korábban az Alburnus chalcoides alfajának is tekintették. Magyarországon kifejezetten ritka és védett halfaj, a természetes vizekben való előfordulásáról nincs pontos kép, hiszen valószínűsíthető élőhelyein történt kutatások nem jelezték előfordulását az elmúlt évtizedekben.

### Hasonló fajok
Legjobban a szélhajtó küszhöz hasonlít, de az oldalvonalán kevesebb számú pikkely található. A balinhoz éppen emiatt hasonlít, hiszen megegyező a pikkelyszámuk, de segít az eltérő szájhasíték, mely a balinnál eléri vagy meghaladja a szem vonalát, továbbá az anális úszójának a széle erősen homorú. Nehezebb összetéveszteni, de fiatalabb példányok vizsgálatakor hasonlónak tűnhet a nyúldomolykó, a fejes domolykó, a vaskos csabak és a jászkeszeg de ezek anális úszójában tizenegynél kevesebb osztott sugár van. A kurta baing oldalvonala néhány pikkelyen tart ezért könnyen megkülönböztethető tőle.

## Megjelenése

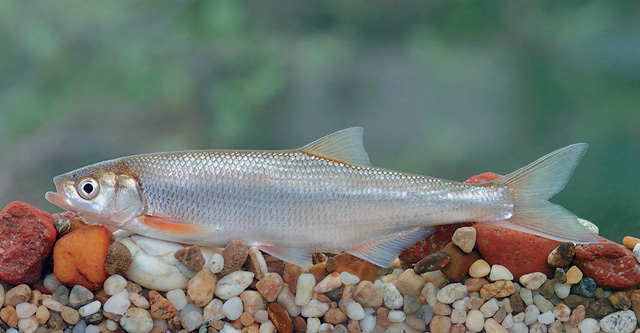
Állas küsz a természetes élőhelyén

Teste áramvonalas, hosszúkásra megnyúlt, mely oldalról erősen lapított. A feje aránylag kicsi, a homloka lapos, a szája felső állású és az alsó állkapcsa túlnyúlik a felsőn. Szeme testéhez viszonyítva aránylag nagy. A hátúszó hosszú és alacsony, a farokúszó hosszú és mélyen kivágott, a faroknyél majdnem hengeres formájú. Apró cycloid 60-67 darab kicsi pikkelye van az oldalvonala mentén, az oldalvonala teljes és a has felé erősen ívelt. A hátoldala barnászöld vagy acélkékbe húzó kékeszöld, oldala és hasa ezüstös csillogású. A hát- és a farokúszó sötétszürke, a többi úszó piszkossárga. A hátúszóban 8-9, míg a farok alatti úszóban 14-17 osztott úszósugár található. A hal testhossza 15-25 centiméter, legfeljebb 40 centiméter.

## Életmódja
Rajhal, amely a tiszta, oxigéndús vizeket kedveli. Csapatosan jár és elsősorban a felszín közelében keresi táplálékát, mely állati planktonokból, kandicsrákokból, vízibolhákból, rovarlárvákból és vízre hullott rovarokból áll. Növekedésével összhangban kezdetben kisebb kerekesférgeket, majd egyre nagyobb testű planktonrákokat fogyasztanak. Az állas küsz kifejlett egyedei planktonevők, táplálékukban azonban kisebb-nagyobb arányban kimutathatóak a talajlakó (bentikus) szervezetek is.

## Szaporodása
Három-négyéves korában válik ivaréretté. Az ívási időszakot megelőzően az ivarérett tejesek fején és testének elülső részén fehér nászkiütés (dorozsma) jelenik meg. Április-május-júniusban csapatosan vonulnak megszokott ívóhelyükre, a folyók parti sávjába, a legfeljebb 20–30 centiméter mély kavicsos aljzatú részekre. Az ívás a kavicsos mederfenéken két részletben történik, látványos nászjáték mellett, 18-19 napos időközzel. Az ikraszemek száma 15-23 ezer között van, méretük 1,4-1,6 milliméter. Az ívás kőmérsékleti optimuma 12-18 Celsius-fok közé esik, a kikelő lárvák az ívóhely kavicsai között maradnak a szikanyag teljes felszívódásáig.

### Internetes leírások az állas küszről
- A faj szerepel a Természetvédelmi Világszövetség Vörös Listáján. IUCN. (Hozzáférés: 2010. június 12.)
- A faj adatlapja a FishBase oldalán. FishBase. (Hozzáférés: 2011. szeptember 23.)
- Alburnus mento (Heckel, 1836). BioLib.cz. (Hozzáférés: 2010. június 18.)
- Alburnus mento. Bold Systems - Taxonomy Browser. (Hozzáférés: 2011. szeptember 23.)
- Freyhof, J. and M. Kottelat, 2007. Review of the Alburnus mento species group with description of two new species (Teleostei: Cyprinidae). Ichthyol. Explor. Freshwat. 18(3):213-225.